# Sand
Sand es una localidad y comuna francesa situada en el departamento de Bajo Rin en la región de Alsacia.

## Demografía
| 659 | 685 | 735 | 762 | 941 | 1 073 |
| Para los censos de 1962 a 1999 la población legal corresponde a la población sin duplicidades (Fuente: INSEE [Consultar]) |     |     |     |     |       |